# Скупштина у Смедереву (1805)
Скупштина у Смедереву је одржана 25—30. новембар 1805.

## Прва скупштина у Смедереву
Падом Смедерева у руке Срба пао је први већи утврђени град, у коме је било могуће наћи довољно просторија за војне потребе, за станове и канцеларије, a сем тога тај град имао је и то преимућство што је био добро комуникативан како са унутрашњошћу Србије тако и према аустријској граници. По заузећу Смедерева, устаници су у њега пренели све најважније установе своје, a и две народне скупштине одржане су у Смедереву.
Пред првом скупштином која је одржана у Смедереву налазило се неколико крупних питања. Сазвана је по споразуму између Карађорђа и Савета за 25. новембар a на њој су била ова лица: прота Матеја Ненадовић, Мелентије Стевановић, Григорије Радојчић, архимандрит Хаџи Константин, прота Радојица Жујовић, Пантелвимон Дивљановић, прота Марко Ненадовић, прота Атанасије Поповић, прота Милоје Вукашиновић, прота шабачки Хаџи Григорије, прота Милутин Илић, игуман раванички Сава, прота пожаревачки Антоније, намесник грочански Стеван, намесник ваљевски Пантелеимон, Јаков Ненадовић, Јанко Катић, Сима Марковић, Миленко Стојковић, Лука Лазаревић, Милан Обреновић, Васа Чарапић, Станоје Главаш, Вујица Вулићевић, Стеван Синђелић, Јевта Кисовић, Радич Петровић, Милан Грбовић, Лазар Мутап, Алекса Лукић, Живко Дабић, Милић Кадић, Паја Јанковић, Младен Миловановић и Петар Добрњац. Скупштини су присуствовали и сви чланови Савета, заједно са Карађорђем, који је отворио скупштину подужим говором. Карађорђе је објаснио скупштини тренутни војни положај, који је био врло критичан по дотадашње тековине ради наглог и организованог надирања Турака према границама Београдског пашалука, па је предложио мере које су на скупштини дискутоване. Саветовање је трајало неколико дана, a завршено је следећим скупштинским закључцима:
- 1 да се Турској, због ратовања. не плати никакав данак;
- 2 да се и од Срба и од Турака у земљи покупи харач и употреби на војну спрему;
- 3 да се број војника повећа што је могуће више, ако је могуће и до 100.000 људи;
- 4 да cе у војску примају сви Срби, без обзира чији су поданици, нарочито они моји долазе из крајева који су остали под Турском;
- 5 да се сви шанчеви на границама, откуда прети навала, што боље утврде, a да се и у појединим логорима подузму потребне мере ради осигурања;
- 6 да се сви послови војни целе земље подвргну неограниченој власти Карађорђевој;
- 7 да војнике, од недеље до недеље, издржавају општине које су за то одређене. Сваки војник на дан мора да добије оку проје, пола оке овчијег, говеђег или свињског меса и литру ракије. Под претњом смртне казне забрањено је војницима да ма шта отимају од становништва, било за јело или какве друге ствари;
- 8 да се заведе оштра војна дисциплина у логорима међу српском војском, тако да се сваки војник потпуно покорава наређешима свога старешине;
- 9 да сваки старешина има право смрћу казнити сваког бегунца, не јављајући о томе својим старешинама;
- 10 да се смедеревска тврђава одмах оправи и што боље за одбрану спреми, и да се у њу довезе довољно хране за гарнизон од 4 до 5 хиљада људи;
- 11 да се убрза опсада Београда, a ако се Београд не преда да се заузме на јуриш;
- 12 да ce, када Турци почну нападати или и пре тога, упадне на земљиште изван Београдског пашалука и похватају згодна места за одбрану и утврде.

При прегледању рачуна скупштина је одлучила да ce, у циљу даљих набавака оружја и муниције, на народ разреже засебна сума у износу од 500.000 гроша.
Сва решења ове скупштине била су извршена још у току следеће године, сем заузећа Београда.